# Artroplastie
Artroplastia (termen care înseamnă „formarea unei articulații”) reprezintă o procedură chirurgicală utilizată pentru a reface integritatea și funcția unei articulații. Acest lucru se poate face fie prin înlocuirea suprafețelor degradate ale cartilajului cu unele sintetice, fie prin înlocuirea completă a articulației cu una artificială (proteză). Prima tehnică prezintă marele avantaj de conservare a osului.
Până nu cu mult timp erau foarte populare artroplastia interpozițională care presupunea interpunerea unui țesut cum ar fi piele, mușchi sau tendon între suprafețele articulare inflamate și artroplastia excizională în care suprafața articulară și o parte a osului erau îndepărtate lăsând țesutul cicatricial să ocupe spațiul rămas. Osteotomia efectuată cu scopul de a reface sau modifica congruența articulară este de asemenea un tip de artroplastie.
În ultimii 45 de ani cel mai utilizat tip de artroplastie este artroplastia endoprotetică, adică înlocuirea articulației cu o proteză articulată numită endoproteză. De exemplu, articulația șoldului poate fi înlocuită total sau parțial cu o endoproteză de șold. Aceasta înseamnă că sunt înlocuite atât acetabulul, cât și capul și colul femural. Acest lucru ameliorează durerea, reface mobilitatea articulară, redă pacientului abilitatea de a merge, crescând astfel și forța musculară.
Artroplastia endoprotetică se adresează articulațiilor mari (șold, genunchi, umăr), articulațiilor mijlocii (cot, gleznă) sau chiar articulațiilor mici ale degetului mare de la mână sau de la picior. 

## Indicații
- artroza idiopatică
- artroza post-traumatică
- poliartrita reumatoidă
- necroza aseptică
- displazia și luxația congenitală de șold
- anchiloză